# FEAST 狂宴
FEAST 狂宴（フィイストきょうえん、原題：Apag）はブリランテ・メンドーサ監督による2022年のフィリピンのドラマ映画である。パンパンガのレストランを舞台に、交通事故をきっかけとして起こる家族のドラマを描いた作品である。

## あらすじ
パンパンガのレストラン経営者ラファエルは祝宴の準備をしていたが、交通事故を起こして三輪タクシー運転手であるマティアスを殺してしまう。ラファエルの父アルフレッドは息子を法的余波から救うため自ら罪をかぶることにする。ラファエルは自由の身で暮らせることになったが罪の意識に苛まれ、マティアスの寡婦ニータに償いをしようとする。

## キャスト
- ココ・マーティン - ラファエル
- リト・ラピッド - アルフレッド（ラファエルの父）
- グラディス・レイエス - ニータ（マティアスの寡婦）
- ジャクリン・ホセ - エリース（ラファエルの母）

その他にジナ・パレーニョ、ジュリオ・ディアス、シャイナ・マグダヤオ、マーク・ラピッド、ヴィンス・リロン、ジョセフ・マルコなどが出演した。アルジュール・アブレニーカがラファエルを演じる予定だったが、アブレニーカが外れた後でマーティンが演じることになった。

## 制作経緯
『FEAST 狂宴』はブリランテ・メンドーサを監督、アリアナ・マルティネスを脚本家としてセンター・ステージ・プロダクションズにより製作された。本作は一部、香港国際映画祭協会から資金援助を受けており、このため規定によりメンドーサはこれまでの自作の通常の要素であるセックス、暴力、政治を大きな要素としない映画を作ることになった。香港国際映画祭の「B2B」（バック・トゥ・ベーシックス）シリーズの1本として制作されており、これは既に経験のある監督が基本に立ち返って低予算で撮影するという企画である。
映画の原題である Apag は「ディナーテーブル」を意味する "Hapag Kainan" の短縮形である。本作はメンドーサの故郷であるパンパンガへのオマージュであり、厳密にパンパンガ人のキャストのみを使い、パンパンガ語で撮影された。
メンドーサは主演俳優ココ・マーティンの示唆に従って映画の別の結末も作った。マーティンは『パラサイト 半地下の家族』からヒントを得たという。新しい結末はもともとの通常のハッピーエンドに比べるといくぶん暴力的な終わりだったという。本作は2023年メトロマニラ夏季映画祭の出品条件に従わねばならなかった。映画祭時点までにいくつもの国際映画祭で既に上映されていたため、マーティンの示唆で映画の内容を変更しなければ出品資格なしとなるところであった。

## 公開
『FEAST 狂宴』は2022年10月に釜山国際映画祭で初公開された。2022年から2023年までの間にワルシャワ国際映画祭、バンコク世界映画祭、ヴズール国際映画祭、韓国で開催されたアジア太平洋映画祭などさまざまな国際映画祭で上映された。
2023年4月8日に始まった2023年メトロマニラ夏季映画祭の8本の公式出品映画の1本としてフィリピン中の映画館で上映された。この映画祭ではそれ以前の国際映画祭で封切られたのとは異なる終わり方の版が上映された。フィリピン国外ではハッピーエンドのバージョンが、国内ではこの異なる終わり方の版が公開された。日本では2024年3月1日に公開された。これはハッピーエンドのバージョンであった。

## 評価
本作の特徴として「観るものの予想を裏切る展開」と「抒情的な映像」が挙げられている。「ただならぬリアリティー」をもって「善意の裏側に潜む社会のひずみを、家族の宴の光景を借りて恐ろしいほど鮮烈に暴き出し」ている作品だと評されている。メンドーサ監督にとっては「名匠の新境地」だと評価されている。

### 受賞
| 賞                           | 日時          | 部門                                   | 候補                             | 結果       | 脚注   |
| ---------------------------- | ------------- | -------------------------------------- | -------------------------------- | ---------- | ------ |
| 2023年メトロマニラ夏季映画祭 | 2023年4月11日 | 主演女優賞                             | グラディス・レイエス             | 受賞       | [ 13 ] |
| 2023年メトロマニラ夏季映画祭 | 2023年4月11日 | 最優秀主題歌賞                         | 『FEAST 狂宴』                   | 受賞       | [ 13 ] |
| 2023年メトロマニラ夏季映画祭 | 2023年4月11日 | 最優秀フロート賞                       | 『FEAST 狂宴』                   | ノミネート | [ 13 ] |
| 第40回PMPCスター映画賞       | 2024年7月22日 | 今年のインディーズ映画音響エンジニア賞 | アルバート・マイケル・イディオマ | 受賞       | [ 14 ] |